# 9526 Billmckinnon
9526 Billmckinnon è un asteroide della fascia principale. Scoperto nel 1981, presenta un'orbita caratterizzata da un semiasse maggiore pari a 2,9188386 au e da un'eccentricità di 0,0254793, inclinata di 6,56543° rispetto all'eclittica.
L'asteroide è dedicato al planetologo statunitense William B. McKinnon.